# Comité Olímpico Nacional de la República de Kirguistán
El Comité Olímpico Nacional de la República de Kirguistán (en kirguís: Кыргызстан улуттук олимпиада комитети) (en ruso: Национальный олимпийский комитет Кыргызской Республики) es una asociación privada de utilidad pública que promueve y difunde el Movimiento Olímpico y sus ideales y gestiona la participación kirguisa en los Juegos Olímpicos. La sede de comité esta en Biskek, es miembro del 
COI y el Consejo Olímpico de Asia, tiene un objetivo es ocuparse de la organización y fortalecimiento de los deportes de la nación 

## Historia
Tras la independencia de Kirguistán y la disolución de la Unión Soviética, en 1991 creó el comité olímpico nacional de Kirguistán. Fue reconocido por el comité olímpico Internacional en 1993. El comité olímpico es uno de los sucesores del Equipo Unificado en Barcelona 1992